# Nadežda Konjajeva
Nadežda Jefimovna Konjajeva (rusko Наде́жда Ефимовна Коня́ева), ruska atletinja, * 5. oktober 1931, Čapkino, Sovjetska zveza.
Nastopila je na poletnih olimpijskih igrah leta 1956, ko je osvojila bronasto medaljo v metu kopja. Na evropskih prvenstvih je prav tako osvojila bronasto medaljo leta 1954. Trikrat zapored je postavila svetovni rekord v metu kopja, ki ga je držala med letoma 1954 in 1958.